# David Gould
David L. Gould (ur. 9 stycznia 1873 w Galston, zm. 25 stycznia 1939) – szkocki piłkarz, trener oraz sędzia piłkarski. 

## Kariera piłkarska
Gould dorastał grając w piłkę nożną w Szkocji, zanim przeniósł się do Stanów Zjednoczonych w 1891. Miał wtedy osiemnaście lat. Kiedy przybył, osiadł w Filadelfii, gdzie zaczął grać w Philadelphia Athletic, które występowało w Pennsylvania League. Następnie grał dla innej zepsołu z tego miasta, tj. Philadephia Phillies. Przez całą swoją karierę piłkarską występował w wielu zespołach, m.in. John A. Manz FC, zwycięzcy 1897 American Challenge Cup, Thistles, British-Americans i Eagles.

## Kariera trenerska
W 1911 Gould został asystentem trenera na Uniwersytecie Pensylwanii. Trenował tę drużynę aż do 1938, kiedy to z powodu złego stanu zdrowia został zastąpiony przez Jimmy'ego Millsa. Każdego roku University of Pennsylvania nagradza najlepszego męskiego piłkarza trofeum im. Davida L. Goulda.
Trenował reprezentację USA na rozgrywanych we Włoszech Mistrzostwach Świata 1934. Jego drużyna przegrała z reprezentacją gospodarzy i późniejszymi mistrzami świata aż 1:7. Był to jedyny mecz, podczas którego selekcjonerem reprezentacji USA był Gould.
W 1953 został członkiem National Soccer Hall of Fame.

## Sędzia piłkarski
Oprócz swojej kariery zawodowej i trenerskiej, Gould pracował także jako sędzia przez kilka dekad. 30 października 1926 był sędzią liniowym spotkania USA–Kanada. Gould pełnił funkcję przewodniczącego Komisji Egzaminacyjnej Sędziów i Stowarzyszenia Sędziów.